# 和泉節子
和泉 節子（いずみ せつこ、本名：山脇 節子、1942年6月11日 - ）は、和泉元彌の母。狂言プロデューサー、和泉宗家代表取締役、和泉流宗家宗家会理事長、和泉宗家後援会理事長、和泉流宗家記念館理事長。マスコミに付けられた通称は「セッチー」。

## 来歴・人物
岐阜県大垣市出身。父は鉄工会社を経営する二代目社長。母の実家は造り酒屋を営む大地主であった。大垣市立の小学校・中学校に学ぶ。中学3年の3学期を前に、金城学院中学校の欠員補充に合格し編入し卒業。金城学院高等学校、金城学院大学短期大学部卒業。
元・大垣藩家老家の紹介による見合いで狂言和泉流19世宗家和泉元秀に嫁ぐ。挙式の媒酌人はかつて和泉宗家を召抱えていた尾張徳川家の19代当主で、元・華族（侯爵・貴族院議員）の徳川義親である。
2001-2002年頃にかけて、息子・元彌の和泉宗家相続騒動（詳細は元彌の項を参照）や、元彌の結婚に異議を唱える（反対ではないのだが、兄弟順を守って姉二人の次に入籍してほしいと希望）等、テレビのワイドショー・バラエティー番組に精力的に出演していた。